# Brittiska residenset

Brittiska residenset (även kallad Brittiska ministerbostaden) är en palatsliknande villafastighet på Laboratoriegatan 8 (kvarter Diplomaten 1) i Diplomatstaden, Stockholm.  Villan ritades 1913 av den skotske arkitekten Sir Richard Allison vid H M Office of Works i London och uppfördes under åren 1914-15 för den brittiska beskickningen och dess minister i Stockholm. Fram till 1939 fanns brittiska ambassaden här, sedan flyttades verksamheten till Bünsowska villan. Fastigheten disponeras alltjämt av den brittiska ambassaden, och är därmed den enda av Diplomatstadens villor som inte bytt ägare sedan uppförandet.

## Historik
Det brittiska residenset i Stockholm låg tidigare från 1723 i det Engelska huset på Medborgarplatsen.
Byggnaden ligger på hörntomten Laboratoriegatan/Kruthusplan/Nobelgatan och var den första villan i området som användes för en beskickning, och skulle länge förbli den enda. Bygglovsansökan och bygglovsritningar är daterade augusti 1913. Vid den tiden pågick fortfarande stadsplanearbetet under stadsplanechefens Per Olof Hallmans ledning. Det visade sig att en liten del av den planerade byggnaden inkräktade på tomtmark som icke fick bebyggas och byggnadsnämnden (som inte hade någon erinran) underställde dessa ritningar Kungl. Maj:t. för ”nådig prövning”. Kungl. Maj:ts svar av den 13 oktober 1913 till byggnadsnämnden avslutas med orden:
”Då Vi nu låtit detta ärende Oss föredragas, hava Vi /…/ funnit gott godkänna ifrågavarande ritningar till byggnad å tomten nr 1 i kvarteret Diplomaten…”.
Tomtkartan fastställdes i december 1913 med en areal på 1840 m² ”å fri och egen grund”.

## Utformningen
Huset är ett av tre i området med putsade fasader, där annars rött tegel använts som fasadmaterial som föreskrevs i stadsplanen. Fasaderna är ljusa, nästan vita. Byggnadens grundform är som ett upp- och nedvänt "T", med bredsidan mot syd och Djurgårdsbrunnsviken. Huvudentrén är vänd mot norr och Laboratoriegatan. Via den något indragna entréporten når man en liten hall som övergår i en centralkorridor, vilken möter en tvärställd korridor längre ner. Kring dessa korridorer visar ursprungsritningen diverse större och mindre rum, med benämningar som bland annat ”Cloak” (toaletter), ”Attaché” (attaché) , ”Chancery” (beskickningens kansli), ”Minister” (minister), ”Drawing Room” (sällskapsrum) och ”Boudoir” (damrum). Ministerns rum och damrummet har öppna spisar som, enligt brittiskt manér, är placerade mot ytterväggen. Utvändigt fortsätter dessa med två höga skorstenar. På övervåningen och takvåningen använde arkitekten samma grundidé med centralkorridorer. Längs dessa uppradas ett stort antal större och mindre rum, varav de största mot Djurgårdsbrunnsvikens fina utsikt. Det blir tydligt att huset redan från början var tänkt som en beskickning av hotelliknande karaktär. Fastigheten är blåmärkt av Stadsmuseet i Stockholm vilket betyder "att bebyggelsen bedöms ha synnerligen höga kulturhistoriska värden".